# Morąg Kudypy
Morąg Kudypy  – dawny kolejowy przystanek osobowy w Kudypach, w gminie Morąg, w powiecie ostródzkim, w województwie warmińsko-mazurskim, w Polsce. Położony przy rozebranej linii kolejowej z Miłomłyna do Morąga.